# Personenauffangnetz
Ein Personenauffangnetz (auch als Schutznetz oder nur als Auffangnetz bezeichnet) ist ein Netz, welches als Schutzeinrichtung für den Fall eines Absturzes von Personen vorgesehen ist. Es dient dazu, die stürzende Person aufzufangen.
Personenauffangnetze sind Arbeitsschutzmittel und werden in verschiedenen Bereichen angewandt, unter anderem auf Baustellen und bei "fliegenden Luftnummern" in Zirkusunternehmen. Für den Baubereich hat die Berufsgenossenschaft der Bauwirtschaft die Regel BGR 179 aufgestellt, die erfüllt werden muss, damit ein Netz als Absturzsicherung dienen kann.
Personenauffangnetze werden als „sekundäre Absturzsicherungen“ bezeichnet, das heißt, sie verhindern im Gegensatz zu primären Absturzsicherungen den Absturz nicht, sondern lindern lediglich dessen Folgen. Daher wird gefordert, Personenauffangnetze nur dann einzusetzen, wenn primäre Absturzsicherungen wie Abdeckungen, Umwehrungen und Abgrenzungen aus arbeitstechnischen Gründen nicht verwendet werden können. Personenauffangnetze werden horizontal montiert. Die normgerechte Bezeichnung für ein horizontal gespanntes Auffangnetz mit Randseil lautet "Schutznetz EN 1263-1 System S".
Innerhalb dieser Kategorie unterscheidet man in Abhängigkeit von der Mindestbruchenergie nochmals 4 Netzklassen, die folgende Voraussetzungen erfüllen müssen:
- Netzklasse A1: 2,3 kJ Mindestbruchenergie, 60 mm maximale Maschenweite
- Netzklasse A2: 2,3 kJ Mindestbruchenergie, 100 mm maximale Maschenweite
- Netzklasse B1 4,4 kJ Mindestbruchenergie, 60 mm maximale Maschenweite
- Netzklasse B2 4,4 kJ Mindestbruchenergie, 100 mm maximale Maschenweite[7]

Personenauffangnetze werden in der Regel aus Kunststoffgarn gefertigt da geeignete elastischer sind als Naturfaserngarne.
2016 realisierte erstmals der US-amerikanische Fallschirmsprunglehrer Luke Aikins einen nur mit dem Körper gelenkten und luftgebremsten Freifall aus 7,6 km Höhe in ein Auffangnetz. Er landete wie geplant nach einer Körperdrehung mit etwa 192 km/h Geschwindigkeit in Rückenlage sicher im Netz.
Beim Auffangen eines Menschen durch ein Netz werden dessen Maschenschlaufen gestreckt, wird der Faden des Netzmaterials gedehnt, reiben die Fäden an Verbindungsstellen aneinander und die Fläche des Netzes wird (quer und auch längs) durch Luft oder Wasser gezogen und zehrt auch dadurch Energie auf. Zum Unterschied von einem straff gespannten Trampolin soll ein Auffangnetz zu erwartende Impulse schon in einer Halbschwingung so weitgehend aufzehren, dass ein Wieder-Abheben des Menschen nach der Landung vermieden wird.